# 鐵馬尋橋
《鐵馬尋橋》（英語：A Fistful of Stances），香港電視廣播有限公司民初恩仇電視劇，由鄭嘉穎、楊怡、馬國明及元秋領銜主演，由楊思琦、李詩韻、唐詩詠、胡定欣、林嘉華、向佐、鍾景輝及惠英紅聯合演出，監製李添勝。此劇為2009無綫節目巡禮劇集之一。※尋橋為詠春拳套路名稱，此劇加入尋橋一詞命名。
此劇原定在2018年10月2日起於14:45-15:45在翡翠台重播，後被抽起並改為重播由黃浩然、陳展鵬及陳茵媺主演的劇集《情越海岸線》，而此劇則順延至2020年2月18日起於11:45-12:40及深夜03:45-04:40時段重播，最後再被抽起，改为重播由陳豪及胡杏兒主演的劇集《陪著你走》。此劇演員鄭嘉穎、馬國明、唐詩詠、黃嘉樂及林子善因此劇而結緣並組成「鐵馬家族」。

## 故事大綱
1912年，清朝滅亡。前清朝武狀元榮德（林嘉華飾）於火車上遭警察留難，幸得顧堅誠（鄭嘉穎飾）與歐陽惠蘭（楊怡飾）出手解圍。二人好心收留德在惠蘭父親歐陽彪（鍾景輝飾）的武館內。堅誠欣賞德武藝超群，決定幫他登上廣東省拳王，甚至七省拳王的冠軍寶座。但德卻恩將仇報，殺害堅誠，彪，及彪的繼室侯荷花（姚瑩瑩飾）。多年來，惠蘭苦無證據，屢吿德失敗，更要面對雙親離世與丈夫及兒子失蹤的雙重打擊。德甚至誣衊惠蘭患有精神病，惠蘭求榮德饒恕，答允不再將家人被害的事歸咎德，只願咬緊牙關將一眾兒女撫養成人。但這段血海深仇，惠蘭一定會報......
1935年，惠蘭（元秋飾）幾經轉折與失散多年的長子顧汝章（鄭嘉穎分飾）團聚。彪生前一直希望能夠傳授武功予後人，可惜惠蘭次子顧汝棠（馬國明飾）不幸患上哮喘病，武功大不如前，三子顧汝仁（黃嘉樂飾）讀書不成，又並非武打材料，四子顧汝良（林子善飾）只懂四處生事，不曾認真練武。正當惠蘭苦惱著誰能為武館重振旗鼓時，一次，汝章為拯救汝仁及汝良而與榮德的跋扈囂張的獨子榮萬鈞（向佐飾）大打出手，才讓大家發現汝章原來是可造之材。惠蘭對汝章寄予厚望，希望他能償還其外公的心願。顧家舅父歐陽昌（李成昌飾）開拓生意，卻因經營不善而欠下巨債，無力償還。商人周芳芳（湯盈盈飾）提出入股歐陽彪藥業，並答允讓丈夫梁湛（蔣志光飾）向汝章傳授武功。汝章成為拳王後，連帶藥業生意也蒸蒸日上，顧家終於能夠一雪前恥，吐氣揚眉。
汝章順利打入決賽，卻想不到對手竟然是世仇之子萬鈞。汝章自從贏得廣東省拳王冠軍後得意忘形，疏於練武，而在感情方面，汝章周旋於芳芳之妹周冰冰（胡定欣飾）與無血緣關係之妹應雁鳴（唐詩詠飾）之間的三角關係，表現得吊兒郎當，優柔寡斷。在比賽敗給汝章的萬鈞懷恨在心，並在比賽結束當晚殺害顧家其中一名徒弟。萬鈞被判謀殺罪成而遭槍決，但卻奇蹟生還。原來一切都是父親德的精心佈局。他與廣州警察廳的邱局長（白彪飾）勾結而找人頂包，並化身為廣西代表，用新身分參與七省拳王大賽。過程中，榮家姊妹芷晴（李施嬅飾）與芷悠（蔣家旻飾）驚悉父親在二十年前的罪行。萬鈞獲悉後，也決定自首並棄暗投明指證父親。德為求自保甚至強行將妻子蔣上珠（惠英紅飾）送往精神病院。最後，德眾叛親離，更要面臨起訴槍決。他不甘受到制裁，在行刑前夕於監獄自縊身亡。
顧榮兩家的仇怨終告一段落。萬鈞因自首而獲得武術界人士一致認同，亦獲得輕判，並與顧家冰釋前嫌。

## 演員表

### 顧家
| 演員           | 角色     | 關係 | 暱稱                                        | 出現年份               |
| 楊 怡（青年）  | 歐陽惠蘭 | 1886年出生 歐陽彪之長女 侯荷花之繼女 歐陽昌之姊 顧堅誠之妻 顧汝章、顧汝棠、顧汝仁、顧文娟、顧汝良之母 應雁鳴之養母，後為家婆 榮家父子，譚忠，邱局長之天敵，後與榮萬鈞和好 青年時因寫信給政府部門告發榮德，反被榮德，邱局長冤枉有癲狂病，差點進癲狂院 | 阿蘭 蘭姐 堅嫂 歐陽師父                     | 1912年                 |
| 元 秋（中年）  | 歐陽惠蘭 | 1886年出生 歐陽彪之長女 侯荷花之繼女 歐陽昌之姊 顧堅誠之妻 顧汝章、顧汝棠、顧汝仁、顧文娟、顧汝良之母 應雁鳴之養母，後為家婆 榮家父子，譚忠，邱局長之天敵，後與榮萬鈞和好 青年時因寫信給政府部門告發榮德，反被榮德，邱局長冤枉有癲狂病，差點進癲狂院 | 阿蘭 蘭姐 堅嫂 歐陽師父                     | 1927年至1935年         |
| 鄭嘉穎         | 顧堅誠   | 歐陽彪之徒兼女婿 歐陽惠蘭之夫 欧阳昌之姐夫 顧汝章、顧汝棠、顧汝仁、顧文娟、顧汝良之父 應雁鳴之掛名父親，後為其家翁 侯荷花之繼女婿 榮德之好友，後反目 於23年前被榮德、蔣上珠開槍殺害，20年后找到屍骨 | 大師兄 堅誠                                 | 1912年                 |
| 鄭嘉穎         | 顧汝章   | 第30屆「廣東省拳王」廣東省参赛者，後為冠軍／第9屆「七省拳王」／歐陽彪跌打武術館「犀角正氣丸」代言人／廣州鐵砂掌高手 於第25集第9屆「七省拳王」被榮萬鈞投降後恢復冠軍 1906年出生 顧堅誠、歐陽惠蘭之長子 顧汝棠、顧汝仁、顧文娟、顧汝良之兄 應雁鳴之無血緣關係之兄兼暗戀對象，後為其夫 歐陽彪之外孫 侯荷花之繼外孫 欧阳昌之外甥子 周冰冰之暗戀對象 梁湛之徒弟 陳嬌之養子 榮家父子，譚忠之天敵，後與榮萬鈞和好 于第1集被陳嬌拐去，發燒失憶後被其改名為羅小冬（于第8集与家人重聚） 於第18集第30屆「廣東省拳王」廣東省参赛者，後為冠軍 於第24集第9屆「七省拳王」被落敗，於第25集恢復冠軍 童年由吳灝璋飾演 | 阿章 章哥                                   | 1935年                 |
| 劉彥夆（童年） | 顧汝棠   | 《歐陽彪跌打武術館》教頭／第25屆廣東省拳王 1908年出生 19岁时患上哮喘病 顧堅誠、歐陽惠蘭之次子 歐陽彪之外孫 侯荷花之繼外孫 歐陽昌之外甥 顧汝章之弟 顧汝仁、顧文娟、顧汝良之二兄 榮德、譚忠、邱局長、胡師父之天敵 榮萬鈞、陳嬌、林達之天敵，後和好 廣州武術「帶馬歸槽」高手 | 阿棠 乜都曉教頭 顧師父 棠哥仔（榮芷晴專用） | 1912年                 |
| 馬國明         | 顧汝棠   | 《歐陽彪跌打武術館》教頭／第25屆廣東省拳王 1908年出生 19岁时患上哮喘病 顧堅誠、歐陽惠蘭之次子 歐陽彪之外孫 侯荷花之繼外孫 歐陽昌之外甥 顧汝章之弟 顧汝仁、顧文娟、顧汝良之二兄 榮德、譚忠、邱局長、胡師父之天敵 榮萬鈞、陳嬌、林達之天敵，後和好 廣州武術「帶馬歸槽」高手 | 阿棠 乜都曉教頭 顧師父 棠哥仔（榮芷晴專用） | 1927年至1935年         |
| 黃嘉樂         | 顧汝仁   | 1909年出生 顧堅誠、歐陽惠蘭之三子 顧汝章、顧汝棠之弟 顧文娟、顧汝良之三兄 歐陽彪之外孫；侯荷花之繼外孫 歐陽昌之外甥 榮芷悠之男友 | 阿仁                                        | 1927年（少年）至1936年 |
| 楊思琦         | 顧文娟   | 1912年出生 百貨公司售貨員 顧堅誠、歐陽惠蘭之四女（顾坚诚遺腹女） 顧汝章、顧汝棠、顧汝仁之妹 顧汝良之孿生姐姐 歐陽彪之外孫女；侯荷花之繼外孫女 歐陽昌之外甥女 何浩然前未婚妻（涉及金錢瓜葛而分手） | 阿娟                                        | 1927年（少年）至1936年 |
| 林子善         | 顧汝良   | 1912年出生 顧堅誠、歐陽惠蘭之四子（顧堅誠遺腹子） 顧汝章、顧汝棠、顧汝仁之弟 顧文娟之孿生弟弟 歐陽彪之外孫；侯荷花之繼外孫 歐陽昌之外甥 曾追求榮芷悠 | 阿良 牛精良                                 | 1927年（少年）至1936年 |
| 孔 祺（童年）  | 應雁鳴   | 歐陽彪跌打武術館「犀角正氣丸」代言人 應鎮龍之女 劉淑霞之繼女 歐陽惠蘭之養女，後為媳婦 顧堅誠之掛名女兒，後為媳婦 歐陽昌之養外甥女，後為外甥媳婦 顧汝棠、顧汝仁無血緣關係之妹，顧文娟、顧汝良無血緣關系之姐，後為大嫂 顧汝章無血緣關係之妹，後爲其妻子 歐陽彪之外孫媳婦；侯荷花之繼外孫媳婦 周冰冰之情敵 遭周冰冰、周芳芳陷害 於第11集被譚忠强暴 於第11集上吊自殺未遂 於第25集被榮德陷害並綁架，後獲救 | 阿雁                                        | 1912年                 |
| 唐詩詠         | 應雁鳴   | 歐陽彪跌打武術館「犀角正氣丸」代言人 應鎮龍之女 劉淑霞之繼女 歐陽惠蘭之養女，後為媳婦 顧堅誠之掛名女兒，後為媳婦 歐陽昌之養外甥女，後為外甥媳婦 顧汝棠、顧汝仁無血緣關係之妹，顧文娟、顧汝良無血緣關系之姐，後為大嫂 顧汝章無血緣關係之妹，後爲其妻子 歐陽彪之外孫媳婦；侯荷花之繼外孫媳婦 周冰冰之情敵 遭周冰冰、周芳芳陷害 於第11集被譚忠强暴 於第11集上吊自殺未遂 於第25集被榮德陷害並綁架，後獲救 | 阿雁                                        | 1927年（少年）至1935年 |

### 周家
| 演員   | 角色   | 關係 | 暱稱                         | 出現期間       |
| 姜克誠 | 周師父 | 周芳芳、周冰冰之父 梁湛之師父兼岳父 與梁湛比武時遭梁湛用鐵砂掌打成內傷 在梁湛與周芳芳兩人成親當天吐血身亡                                                                                                 |                              | 1925年至1927年 |
| 湯盈盈 | 周芳芳 | 《歐陽彪藥業》老闆娘(佔90%股份) 周師父之長女 梁湛之妻 周冰冰之姊 為幫其妹而陷害應雁鳴 芬女、小敏之契媽 針對應雁鳴，後和好 榮德、邱局長之天敵 於第25集因辱罵榮德“青雞面”險被榮德掐死                       | 周大姐 芳芳 大人（梁湛專用） | 1925年至1936年 |
| 蔣志光 | 梁 湛  | 廣州藥材批發行藥材商 周芳芳之夫 周冰冰之姐夫 芬女、小敏之契爺 顧汝章之師父 榮芷晴之病人 榮德之合作伙伴，後反目 用鐵砂掌錯手殺害其岳父 於第22集因良心不安而踢爆周冰冰揭發應雁鳴之計謀 於第24集心臟病發身亡 | 湛叔                         | 1925年至1936年 |
| 胡定欣 | 周冰冰 | 周師父之幼女 周芳芳之妹 梁湛之姨仔 關洪之前妻 顧汝章、劉輝之前女友 應雁鳴之情敵兼死敵 為爭奪顧汝章而陷害應雁鳴（於第22集被梁湛揭發）                                                                      | 周小姐 冰冰                  | 1925年至1936年 |
| 周家蔚 | 芬 女  | 梁湛、周芳芳之契長女 小敏之契姐 |                              | 1935年         |
| 菁 瑋  | 小 敏  | 梁湛、周芳芳之契幼女 小敏之契妺 |                              | 1935年         |

### 歐陽家
| 演員            | 角色     | 關係 | 暱稱                    | 出現期間                   |
| 鍾景輝          | 歐陽彪   | 1844年出生，1912年去世 《歐陽彪跌打武術館》創辦人 歐陽惠蘭、歐陽昌之父 侯荷花之夫 侯莲花之姐夫(僅提及) 顧堅誠之師父兼岳父 榮德師傅，後反目 顧汝章、顧汝棠、顧汝仁、顧文娟、顧汝良之外公 於第5集發現榮德殺人，被打成重傷后被其踢死 | 歐陽師父                | 1912年                     |
| 姚瑩瑩          | 侯荷花   | 歐陽彪之二太太 侯蓮花之姊(僅提及) 歐陽惠蘭、歐陽昌之小媽 顧堅誠之繼岳母 顧汝章、顧汝棠、顧汝仁、顧文娟、顧汝良之小外婆 針對榮德，經常辱罵榮德青雞面 於第4集被榮德以梯子從高處墜下 於第5集因再辱罵榮德青雞面被榮德掐死             | 姣婆花                  | 1912年                     |
| 鄭嘉穎          | 顧堅誠   | 歐陽惠蘭之夫 顧汝章、顧汝棠、顧汝仁、顧文娟、顧汝良之父 參見顧家 | 大師兄 堅誠             | 1912年                     |
| 楊茜堯 （青年） | 歐陽惠蘭 | 歐陽彪之女 歐陽昌之姊 顾堅誠之妻 顧汝章、顧汝棠、顧汝仁、顧文娟、顧汝良之母 侯荷花之繼女 | 阿兰 蘭姐 堅嫂 歐陽師父 | 1912年                     |
| 元 秋 （中年）  | 歐陽惠蘭 | 歐陽彪之女 歐陽昌之姊 顾堅誠之妻 顧汝章、顧汝棠、顧汝仁、顧文娟、顧汝良之母 侯荷花之繼女 | 阿兰 蘭姐 堅嫂 歐陽師父 | 1935年                     |
| 李成昌          | 歐陽昌   | 歐陽彪之子 歐陽惠蘭之弟 顧汝章、顧汝棠、顧汝仁、顧文娟、顧汝良之舅父 侯荷花之繼子 顾堅誠之舅仔 歐陽彪死後從南洋返回廣州，並接任《歐陽彪跌打武術館》館主                                                                           | 舅父昌 搞屎棍           | 1912年（僅被提及）、1935年 |

### 榮家
| 演員   | 角色   | 關係 | 暱稱                                                       | 出現期間     |
| 林嘉華 | 榮 德  | 本劇終極大反派 1877年出生 《七省製藥》藥廠大老闆／前清朝武狀元／第18屆廣東省拳王／第3屆七省拳王 蔣上珠之夫，後反目 榮芷晴、榮萬鈞、榮芷悠之父，後反目 歐陽彪之徒弟，後反目 顧堅誠、排長之好友、後反目 徐家宏、梁湛之合作夥伴，後反目 與邱局長、譚忠、胡師傅、岑振邦勾結 顧家、周芳芳、候荷花之天敵 槍殺顧堅誠 被周芳芳、候荷花針對兼被辱罵青雞面 於第4集以梯子陷害侯荷花令其從高處墜下，後於第5集被辱罵青雞面而掐死其，並於同集打死歐陽彪（1912年） 於第5集參與第18屆廣東省拳王，後為冠軍 於第6集參與第3屆七省拳王，後為冠軍 於第6集與邱局長冤枉歐陽惠蘭有精神病不遂 於第19集為救回榮萬鈞，與岑振邦設局欺騙林達患上末期癌症，令林達願意為其頂罪，第20集後被顧汝棠，榮芷晴揭發 於第21集為了榮萬鈞不用槍斃，與邱局長商量找人頂包 於第24集強送蔣上珠至精神病院導致其發瘋 於第24集為了自保避免揭發23年前所犯罪行綁架應雁鳴及綁架徐會長子孫，後於第25集被救回 於第25集企圖殺害周芳芳未遂，後被拘捕，最後在監獄自縊身亡（死不悔改） | 阿德 榮老闆 青雞面 榮老爺 畜生 狀元爺 榮老弟（邱局長專用） | 1912～1935年 |
| 惠英紅 | 蔣上珠 | 榮德之妻，後反目 榮芷晴、榮萬鈞、榮芷悠之母 與歐陽惠蘭亦敵亦友 針對譚忠 於第13集安排十二嬸道出譚忠性侵應雁鳴之事 於第23集在1912年為救榮德槍傷顧堅誠，排長 於第24集被捉去精神病院 於第25集於精神病院中發狂，後被接回榮家 | 榮太 阿珠                                                  | 1912～1935年 |
| 李詩韻 | 榮芷晴 | 1912年出生 榮德之長女，最後反目 蔣上珠之長女 榮萬鈞之姊，曾不和，後和好 榮芷悠之姊，與其感情要好 「方便醫院」西醫醫生 於第20集發現榮德落藥陷害林達，無法接受真相而跳海自殺，后被顾汝棠救出 參見醫藥界 | 芷晴 榮醫生 阿妹（顧汝棠專用）                             | 1935年       |
| 向 佐  | 榮萬鈞 | 1913年出生 《七省製藥》藥廠囊理 榮德之次子，後反目 蔣上珠之次子 榮芷晴之弟，曾不和，後和好 榮芷悠之兄，曾不和，後和好 譚忠、羅東、羅北、羅石之徒弟 顧家、周芳芳之天敵，於第25集和好 於第18集因第30屆「廣東省拳王」廣東省參賽者，後落敗而報復用「穿心腿」踢死阿廣 於第19集假意自首 於第20集被捕 於第21集險被槍斃 於第22集化名廣西省代表：阮文奇 於第25集第9屆「七省拳王」因冒用他人身份參賽，冠軍身份被遞奪 於第24集因食用增強體力之藥物，導致半身不遂，畢生要以輪椅代步 於第25集協助顧汝章、顧汝棠找回應雁鳴，后改判謀殺罪入獄20年 | 徒弟仔 鈞少 小畜生                                         | 1935年       |
| 蔣家旻 | 榮芷悠 | 1919年出生 中學學生 榮德之幼女、後反目 蔣上珠之幼女 榮萬鈞之妹，曾不和，後和好 榮芷晴之妹，與其感情要好 顧汝仁之女友 於第21集離家出走 | 悠悠                                                       | 1935年       |

#### 下人
| 演員   | 角色   | 關係 | 暱稱                 | 出現期間 |
| 李天翔 | 譚 忠  | 榮萬鈞之師父，教授「穿心腿」，「旋風腿」，「破石腿」及「霹靂腿」 與榮德，邱局長勾結 顧家之天敵 被蔣上珠針對 曾經在東北時打劫銀號，殺死很多巡警 曾經在廣州姦淫婦女 於第8集因榮德賄賂邱局長而被釋放出來，用「旋風腿」一次過踢倒四個高級武術教官 於第9集惹事端，酒醉踢傷其他人，更教授榮萬鈞用「穿心腿」對付顧汝章 於第10集不斷跟蹤，調戲應雁鸣 於第11集在應雁鸣拜祭完顧汝章養母後，歸家途中強暴應雁鸣 於第12集被捕，被嚴刑迫供也不招認，後被榮德保釋出來 於第13集蔣上珠指證其罪行，再次被捕 於第14集要榮萬鈞立誓踢死顧汝棠，顧汝章，在監獄教完榮萬鈞最後兩招「旋風腿」，後被槍斃 | 譚師傅 外江佬 強姦犯 | 1935年   |
| 王俊棠 | 羅 東  | 榮萬鈞之師父，教授「泰拳」 |                      | 1935年   |
| 何啟南 | 羅 北  | 榮萬鈞之師父，教授「泰拳」 |                      | 1935年   |
| 黃澤鋒 | 羅 石  | 榮萬鈞之師父，教授「泰拳」 |                      | 1935年   |
| 羅天池 | 林 達  | 林夫人之夫 榮德、榮萬鈞之手下，後反目 於第19集遭榮德、岑振邦陷害服用心臟病藥物導致嚴重出血而承認踢死阿廣 于第20集被顧汝棠說服推翻口供，指證榮萬鈞踢死阿廣 | 阿達                 | 1935年   |
| 侯建民 | 阿 易  | 榮萬鈞、林達之手下 於第18集打傷阿廣 第19集假意自首，後釋放出來 於第20集被捕 |                      | 1935年   |
| 黎桐康 | 阿 山  | 榮萬鈞、林達之手下 於第18集打傷阿廣 第19集假意自首，後釋放出來 於第20集被捕 |                      | 1935年   |
| 沈可欣 | 林夫人 | 林達之妻 |                      | 1935年   |
| 廖麗麗 | 容 姐  | 榮家工人 |                      | 1935年   |
| 凌禮文 | 阿 祥  | 《七省製藥》大查櫃 |                      | 1935年   |

### 武術界

#### 廣州武術總會
| 演員   | 角色   | 關係 | 暱稱                          | 出現期間 |
| 李海生 | 周會長 | 《廣州武術總會》會長 |                               | 1912年   |
| 江 漢  | 徐家宏 | 《廣州武術總會》會長 榮德，榮萬鈞之合作夥伴，後反目 於第18集目睹榮萬鈞踢死阿廣 於第24集其孫被榮德捉走 於第25集被顧汝棠說服而挺身而去指證榮德及邱局長，其孫被獲救 | 徐會長                        | 1935年   |
| 林敬剛 | 胡師父 | 廣州五大師父之一 徐家宏之下屬，後反目 顧汝棠、周芳芳之死敵 曾聯名推薦「神威大力丸」 暗中為榮德通風報信 于第25集被除去廣州五大師父之一之名称                      | 大頭胡                        | 1935年   |
| 鄭家生 | 水師父 | 廣州五大師父之一 徐家宏之下屬 曾聯名推薦「神威大力丸」 於第24集其妻被榮德捉走 於第25集被顧汝棠說服而挺身而去指證榮德及邱局長，其妻被獲救                         |                               | 1935年   |
| 邵卓堯 | 廷 叔  | 廣州五大師父之一 徐家宏之下屬 曾聯名推薦「神威大力丸」 於第24集被榮德陷害非禮 於第25集被顧汝棠說服而挺身而去指證榮德及邱局長                                     |                               | 1935年   |
| 招石文 | 師 父  | 廣州五大師父之一 徐家宏之下屬 |                               | 1935年   |
| 江富強 | 師 父  | 廣州五大師父之一 徐家宏之下屬 |                               | 1935年   |
| 伍慧珊 | 胡 嫂  | 胡師父之妻 |                               | 1935年   |
| 馬國明 | 顧汝棠 | 《廣州武術總會》會員 參見顧家 | 阿棠 棠哥仔 乜都曉教頭 顧師父 | 1935年   |

#### 歐陽彪跌打武術館
| 演員   | 角色   | 關係 | 暱稱                          | 出現期間                   |
| 鍾景輝 | 歐陽彪 | 《歐陽彪跌打武術館》老闆 參見歐陽家 | 歐陽師父                      | 1912年                     |
| 鄭嘉穎 | 顧堅誠 | 參見顧家 | 大師兄 堅誠                   | 1912年                     |
| 鄭嘉穎 | 顧汝章 | 參見顧家 | 阿章 章哥                     | 1936年                     |
| 戴耀明 | 排 長  | 原為警察 邱局長，劉隊長之下屬，後反目 歐陽彪之徒 榮德之好友，後反目 1912年與顧堅誠試探榮德時，遭蔣上珠開槍打傷 欲報警時發現邱局長與榮德勾結，從此隱居澳門 恆仔之父 於第21集在往肇慶的火車上出現 於第23集說出顧堅誠死亡過程 於第24集被榮德陷害其兒子打劫金铺 於第25集指證榮德殺害顧堅誠 參見警察局 |                               | 1912～1935年               |
| 張漢斌 | 阿 寶  | 歐陽彪之徒弟 |                               | 1912年                     |
| 杜 港  | 阿 勤  | 歐陽彪之徒弟 |                               | 1912年                     |
| 沈震軒 | 阿 貴  | 歐陽彪之徒弟 |                               | 1912年                     |
| 張笑千 | 阿 田  | 歐陽彪之徒弟 |                               | 1912年                     |
| 單俊偉 | 奀 仔  | 歐陽彪之徒弟 |                               | 1912年                     |
| 李成昌 | 歐陽昌 | 歐陽彪死後接任《歐陽彪跌打武術館》館主 參見歐陽家 | 舅父昌 搞屎棍                 | 1912年（僅被提及）、1935年 |
| 馬國明 | 顧汝棠 | 《歐陽彪跌打武術館》教頭 參見顧家 | 阿棠 棠哥仔 乜都曉教頭 顧師父 | 1935年                     |
| 游 飈  | 阿 廣  | 顧汝棠之徒 被榮德誣陷強姦林達之表妹 「廣東省拳王」大賽時，命令下巴豆粉於顧汝章所飲之湯中 於第18集因未下藥至湯中，被榮萬鈞踢死 |                               | 1935年                     |
| 許明志 | 阿 駒  | 顧汝棠之徒 |                               | 1935年                     |
| 張國洪 | -      | 顧汝棠之徒 |                               | 1935年                     |
| 陳 堃  | -      | 顧汝棠之徒 |                               | 1935年                     |
| 胡大偉 | -      | 顧汝棠之徒 |                               | 1935年                     |
| 楊潮凱 | -      | 顧汝棠之徒 |                               | 1935年                     |
| 葉 暐  | 龍     | 顧汝棠之徒 因食用「犀角正氣丸」後，病情加重，使顧汝棠發現藥遭石叔調包 |                               | 1935年                     |
| 祝文君 | 廣 嫂  | 阿廣之妻 |                               | 1935年                     |
| 袁嘉希 | 廣 仔  | 阿廣之子 |                               | 1935年                     |
| 溫尚儒 | 恆 仔  | 排長之子 于第24集被荣德陷害（打劫金铺） |                               | 1935年                     |

#### 第9屆七省拳王大賽
| 演員   | 角色             | 關係                                                                      | 暱稱      | 出現期間 |
| 蔡康年 | -                | 七省拳王裁判                                                              |           | 1935年   |
| 鍾志光 | -                | 七省拳王裁判                                                              |           | 1935年   |
| 鄭嘉穎 | 顧汝章           | 「廣東省」參賽者 於第23集打入總決賽 於第25集榮萬鈞投降後恢復冠軍 參見顧家 | 阿章 章哥 | 1935年   |
| 向 佐  | 阮文奇（榮萬鈞） | 「廣西省」參賽者 於第25集因冒用他人身份參賽，冠軍身份被遞奪 參見榮家      | 鈞少      | 1935年   |
| 陳嘉亮 | 林 纓            | 「江蘇省」參賽者                                                          |           | 1935年   |
| 歐瑞偉 | 段 貴            | 「雲南省」參賽者                                                          |           | 1935年   |
| 譚鎮渡 | 正               | 「河北省」參賽者                                                          |           | 1935年   |
| 趙國東 | 鄧 錦            | 「福建省」參賽者                                                          |           | 1935年   |
| 吳章鵬 | 趙 寧            | 「陝西省」參賽者                                                          |           | 1935年   |
| 張智軒 | -                | 七省拳王攝影師                                                            |           | 1935年   |
| 曾健明 | -                | 七省拳王攝影師                                                            |           | 1935年   |
| 華忠男 | -                | 教練                                                                      |           |          |

### 醫藥界
| 演員   | 角色   | 關係                                                                                   | 暱稱              | 出現期間 |
| 鄺佐輝 | 羅醫生 | 「方便醫院」西醫醫生                                                                   |                   | 1935年   |
| 李施嬅 | 榮芷晴 | 「方便醫院」西醫醫生 羅醫生下屬 參見榮家                                               | 阿妹 Angel 榮醫生 | 1935年   |
| 高俊文 | 岑振邦 | 美國華人醫生 榮德之朋友 被榮德收買，欺騙阿達患末期癌症，後被榮芷晴揭發 於第20集被捕    | 岑醫生            | 1935年   |
| 羅浩楷 | 譚醫生 | 白雲山精神病院醫生 被榮德收買，強送蔣上珠往精神病院 最後被拘捕                         |                   | 1935年   |
| 鍾 煌  | 刘护士 | 「方便醫院」護士                                                                       |                   | 1935年   |
| 蔡考藍 | 唐护士 | 「方便醫院」護士                                                                       |                   | 1935年   |
| 余子明 | 陳德華 | 「陳德華中醫」中醫師 陳博文之父 顧汝棠哮喘病主诊醫生 揭發「神威大力丸」內含水銀        | 陳大夫            | 1935年   |
| 魯文傑 | 陳博文 | 陳德華之子 上海復旦大學畢業 上海華僑銀行襄理（虧空公款3萬） 誣指其父在《七省製藥》下毒 |                   | 1935年   |

### 警察局
| 演員   | 角色   | 關係 | 暱稱      | 出現期間     |
| 白 彪  | 邱局長 | 廣州警察局長／《七省製藥》藥廠股份人 與榮德、譚忠勾結 與顧家、周芳芳之天敵 陷害歐陽惠蘭，排長，水師傅，延叔 於第6集與榮德冤枉歐陽惠蘭有精神病不遂 於第21集為了榮萬鈞不用槍斃，與榮德商量找人頂包 於第23集在1912年為了自己利益包庇榮德殺害顧堅誠，與榮德一齊埋屍 參與《七省製藥》 於第25集被撤職及患上嚴重糖尿病需切除左腳 | 老邱 畜牲 | 1912～1935年 |
| 戴耀明 | 排 長  | 警察 參見歐陽彪跌打武術館 |           | 1912～1935年 |
| 鄭世豪 | 劉隊長 | 《歐陽彪跌打武術館》之學生 |           | 1912年       |
| 黃文標 | -      | 警察 在火車上檢查榮德的行李 |           | 1912年       |
| 劉天龍 | -      | 警察 在火車上檢查榮德的行李 |           | 1912年       |
| 趙敏通 | -      | 警察 |           | 1935年       |
| 劉深宜 | -      | 警察 |           | 1935年       |
| 陳志健 | -      | 警察 |           | 1935年       |
| 王德基 | -      | 警察 |           | 1935年       |
| 李善恆 | -      | 警察 |           | 1935年       |
| 馬貫東 | -      | 警察 |           | 1935年       |
| 柯 嵐  | 阿 南  | 警察 |           | 1935年       |
| 黃子衡 | 李隊長 | 警察 |           | 1935年       |
| 呂 熙  | -      | 警察 |           | 1935年       |
| 鄭詠謙 | -      | 警察 |           | 1935年       |
| 湯俊明 | 張警探 | 警察 |           | 1935年       |
| 顏桂州 | -      | 佛山警察 遭常坤收買，污陷顧汝章 |           | 1935年       |
| 何慶輝 | -      | 佛山警察 遭常坤收買，污陷顧汝章 |           | 1935年       |
| 趙樂賢 | -      | 獄警 |           | 1935年       |
| 楊鴻俊 | -      | 獄警 |           | 1935年       |
| 黃俊伸 | -      | 南京政府警察 榮德、邱局長之天敵 第25集出場及拘捕榮德 |           | 1935年       |
| 鍾建文 | -      | 南京政府警察 榮德、邱局長之天敵 第25集出場及拘捕榮德 |           | 1935年       |

### 何家
| 演員   | 角色   | 關係                                                               | 暱稱 | 出現期間 |
| 馮素波 | 阿 萍  | 何浩雲、何咏晶、何浩然之母                                         |      | 1935年   |
| 梁健平 | 何浩雲 | 萍之長子 何咏晶、何浩然之兄 《歐陽彪藥業》前股東                   |      | 1935年   |
| 簡慕華 | 何咏晶 | 萍之女 何咏雲之妹 何浩然之家姊 《歐陽彪藥業》前股東                |      | 1935年   |
| 胡諾言 | 何浩然 | 萍之次子 何浩雲、何咏晶之弟 顧文娟之未婚夫（因涉及金錢瓜葛而分手） |      | 1935年   |

### 其他演員
| 演員   | 角色     | 關係 | 暱稱   | 出現期間     |
| 馬海倫 | 陳 嬌    | 與其夫皆為拐子佬 罗小冬之母 顧汝章之養母（1912年拐走） 顧家之天敵 於第8集因心臟病去世，死前向顧汝章交代其身世 | 娇姐   | 1912～1935年 |
| 吳灝璋 | 顧汝章   | 陈娇之养子被陈娇化名为罗小冬 顾坚诚、欧阳惠兰之子 参见顾家                                                    | 阿章   | 1912年       |
| 吳灝璋 | 罗小冬   | 陈娇之子 去世是被陈娇将其名给顧汝章 已去世                                                                    | 阿冬   | 1912年       |
| 魏惠文 | 勝 哥    | - |        | 1936年       |
| 郭德信 | 何掌櫃   | 歐陽彪生日時，餐館之掌櫃（第2集）                                                                             |        | 1936年       |
| 何俊軒 | 健 哥    | 《歐陽彪跌打武術館》之病人                                                                                    |        | 1936年       |
| 謝珊珊 | 婉 君    | 榮芷悠之同學                                                                                                  |        | 1936年       |
| 岑潔儀 | 雪 荞    | 榮芷悠之同學                                                                                                  |        | 1936年       |
| 孫季卿 | -        | 古玩舖老闆（第4集）                                                                                           |        | 1912年       |
| 劉桂芳 | 貴 嬸    | 菜販（第7集）                                                                                                 |        | 1935年       |
| 黃梓瑋 | 萍 嬸    | 菜販（第7集）                                                                                                 |        | 1935年       |
| 黎秀英 | 關婆婆   | 榮芷晴之病人，後病逝（第7集）                                                                                 |        | 1935年       |
| 盧永匡 | -        | 《永樂旅館》老闆（第7集）                                                                                     |        | 1935年       |
| 蕭徽勇 | 应镇龙   | 曾为絲綢店会计师 刘淑琪之外遇对象 應雁鳴之父（第7集）                                                         |        | 1912年       |
| 江欣庭 | 刘淑琪   | 应镇龙之外遇对象 應雁鳴之細媽（第7集）                                                                        |        | 1912年       |
| 招天佑 | -        | 茶房伙記（第8集）                                                                                             |        | 1935年       |
| 李麗麗 | 十二嬸   | 《永別園》義莊負責人兼职打杂 于第11集目击谭忠性侵应雁鳴 於第13集受蔣上珠安排，道出譚忠性侵應雁鳴之事          |        | 1935年       |
| 王致狄 | 吉       | 七省製藥員工 十二嬸之孫                                                                                       |        | 1935年       |
| 李岡龍 | 薛局長   | 從化替衛生局長 《歐陽彪藥業》「犀角正氣丸」大客戶                                                             |        | 1935年       |
| 陳狄克 | 何 威    | 佛山鐵砂掌師父（第15集）                                                                                      |        | 1935年       |
| 林遠迎 | -        | 何威之師弟（第15集）                                                                                          |        | 1935年       |
| 曾守明 | 常 坤    | 佛山騙子 騙取顧汝章三十塊錢 用金錶收買當地警察（第15集）                                                      | 常鐵掌 | 1935年       |
| 李啟傑 | -        | 佛山騙子 常坤之師弟（第15集）                                                                                 |        | 1935年       |
| 趙國東 | -        | 街頭賣武者（第16集）                                                                                          |        | 1935年       |
| 何遠東 | -        | 街頭賣武者（第16集）                                                                                          |        | 1935年       |
| 王維德 | 關 洪    | 周冰冰之前夫，被其騙去大量首飾                                                                                |        | 1935年       |
| 張松枝 | 劉 輝    | 關洪之司機 周冰冰之外遇對象（第三者） 於第22集與妻離婚，欲與周冰冰一起遭拒                                    |        | 1935年       |
| 陳榮峻 | 石 叔    | 《歐陽彪藥業》大查櫃 被榮德收買將「犀角正氣丸」的藥材調包                                                     |        | 1935年       |
| 楊英偉 | 譚副局長 | 從化衛生局副局長                                                                                              |        | 1935年       |
| 林秀怡 | -        | 記者 |        | 1935年       |
| 黃得生 | -        | 記者 |        | 1935年       |
| 蔡曜力 | -        | 記者 |        | 1935年       |
| 寧 進  | -        | 記者 |        | 1935年       |
| 裘卓能 | -        | 記者 |        | 1935年       |
| 蔡昌達 | -        | 記者 |        | 1935年       |
| 黎柏麟 | -        | 記者 |        | 1935年       |
| 梁浩邦 | -        | 記者 |        | 1935年       |
| 羅鈞滿 | -        | 攝影師 |        | 1935年       |
| 楊證樺 | -        | 攝影師 |        | 1935年       |
| 陳勉良 | -        | 《流花公園》看更阿伯（第22集）                                                                                |        | 1935年       |
| 范彩儿 | -        | 记者、妓女 |        | 1935年       |
| 陳蔚而 | -        | 妓女 故意陷害廷叔冤枉遭其非禮（第25集）                                                                       |        | 1935年       |
| 林穎恒 | -        | 咕喱(第9集）                                                                                                  |        |              |

## 相關消息
劇集播映初期很多觀眾覺得劇情枯燥乏味，加上時間線在1912年和1936年之間穿梭，因而放棄追看，收視平均只有28點。到劇集中期，男主角鄭嘉穎、馬國明，女配角唐詩詠及男配角林嘉華逐漸跑出，劇情亦日漸白熱化，令更多觀眾留意本劇，在大結局更在其對手亞洲電視播出第29屆香港電影金像獎下，仍然獲得平均37點收視的佳績。鄭嘉穎、馬國明及唐詩詠憑此劇分別入圍角逐萬千星輝頒獎典禮2010的最佳男主角、最佳女配角獎、最喜愛電視男角色及最喜愛電視女角色獎，林嘉華、惠英紅及李詩韻則憑此劇分別入圍角逐萬千星輝頒獎典禮2010的最佳男配角及最佳女配角獎，而女配角唐詩詠更憑此劇大熱獲得萬千星輝頒獎典禮2010的飛耀進步女藝員。

## 謬誤
該劇末段曾提及南京警察總部這一警察機關，惟該警察部門從未於中國歷史上存在過（在1936年，中國警察由內政部警政司所管轄）。
顧汝章所練鐵砂掌方法並非插沙，而是擊打鐵砂袋。

## 記事
- 巡禮片演員陣容：林峯、馬國明、唐詩詠、元秋、元華。
- 此劇「榮德」一角原定由元華飾演，後因檔期問題辭演，改由林嘉華飾演。
- 此劇「顧汝章」一角原定由林峯飾演，後因檔期問題辭演 ，改由鄭嘉穎飾演。
- 2009年5月6日：此劇於13:00在將軍澳電視廣播城廠灰位舉行試造型記者會。
- 2009年5月25日：此劇在將軍澳電視廣播城舉行開鏡拜神儀式。
- 2009年8月2日：此劇正式殺青。
- 2010年3月14日：此劇於15:00在大角咀奧海城舉行宣傳活動。
- 2010年3月28日：此劇於14:30在荃灣荃灣廣場舉行宣傳活動。
- 2010年4月1日：此劇演員鄭嘉穎、馬國明、唐詩詠、楊思琦及李詩韻為此劇接受東張西望訪問。
- 2010年4月12日：此劇演員鄭嘉穎、馬國明、唐詩詠、惠英紅、李詩韻及蔣志光為此劇接受東張西望訪問。

## 收視
以下為本劇於香港無綫電視翡翠台、高清翡翠台之收視紀錄：
| 週次 | 集數  | 日期                  | 平均收視 | 最高收視 | 百分比 |
| 1    | 01—03 | 2010年3月17日—3月19日 | 25點     | 27點     | 81%    |
| 2    | 04—08 | 2010年3月22日—3月26日 | 25點     | —        | 80%    |
| 3    | 09—13 | 2010年3月29日—4月2日  | 27點     | 30點     | 82%    |
| 4    | 14—18 | 2010年4月5日—4月9日   | 29點     | 33點     | 83%    |
| 5    | 19—23 | 2010年4月12日—4月16日 | 32點     | 37點     | 84%    |
| 6    | 24-25 | 2010年4月18日         | 37點     | 43點*    |        |

## 獎項

### 星和無綫電視大獎2011
- 我最愛TVB電視男角色 - 顧汝章（鄭嘉穎飾演）
- 我最愛TVB電視男角色 - 顧汝棠（馬國明飾演）

### 萬千星輝頒獎典禮2010
- 飛耀進步女藝員 - 唐詩詠

## 外部連結
- 《鐵馬尋橋》 GOTV 第1集重溫
- 豆瓣电影上《鐵馬尋橋》的資料 （简体中文）